# 팀 버튼의 크리스마스 악몽
《팀 버튼의 크리스마스 악몽》(영어: Tim Burton's The Nightmare Before Christmas)은 미국에서 제작된 헨리 셀릭 감독의 1993년 판타지, 가족, 뮤지컬 영화이다. 대니 엘프만 등이 주연으로 출연하였고 팀 버튼 등이 제작에 참여하였다.

## 줄거리
할로윈 마을은 여러 괴물들과 초자연적 존재들이 살아가는 환상의 세계이다. 마을 주민들에게 존경받는 "호박 왕" 잭 스켈링턴의 지휘 아래 마을에서는 매년 할로윈 축제가 열린다. 어느 날 잭은 매년 똑같이 반복되는 축제에 지루함을 느끼고 무언가 새로운 것을 원하게 된다. 숲속을 헤매던 그는 다른 명절의 세계로 가는 여섯 개의 문을 발견하고 크리스마스 마을에 떨어진다. 크리스마스라는 낯선 명절에 감명을 받은 잭은 집으로 돌아와 이웃들에게 자신이 발견한 것을 보여주려 한다. 주민들은 크리스마스를 잘 이해하지 못하고 모든 것을 할로윈에 빗대어 생각하지만, 그래도 크리스마스 마을의 주인인 "샌디 칼날손", 즉 산타클로스에게는 흥미를 보인다. 잭은 집에 틀어박혀 크리스마스를 연구하고 이성적으로 설명하려 노력하지만, 계속되는 연구와 실험 끝에도 아무것도 얻지 못한다. 결국 잭은 크리스마스를 이해할 것이 아니라 고쳐야겠다고 생각하고, 올해 크리스마스는 할로윈 마을이 접수하겠다고 선언한다.
잭은 주민들에게 캐롤 부르기, 선물 만들기, 해골 순록이 끄는 썰매 만들기 등등 크리스마스 준비를 시킨다. 마을의 매드 사이언티스트인 핑켈슈타인 박사의 창조물인 샐리는 남몰래 잭을 사랑하는데, 불현듯 할로윈 마을의 모든 노력이 비극으로 끝날 것이라는 환상을 보고 잭에게 경고한다. 그러나 잭은 경고를 듣지 않고 자기가 입을 산타클로스 옷을 만들어 달라고 샐리에게 부탁한다. 또 잭은 악동 삼인방 로크, 쇼크, 배럴에게 산타를 납치해서 할로윈 마을로 데려오게 시킨다. 잭은 산타에게 올해 크리스마스는 자기가 맡을 거라 말하고 삼인방에게 산타를 안전하게 지키라고 하지만, 삼인방은 잭을 배신하고 잭의 오랜 라이벌인 보기맨 우기부기에게 산타를 데려간다. 우기부기는 산타의 목숨을 걸고 도박을 하려 한다. 샐리는 산타를 구출하려다가 자기도 우기부기에게 붙잡히고 만다.
잭은 자신의 선물을 배달하려 현실 세계로 떠난다. 사람들은 선물을 받고 공포에 떨고, 정부는 사람들에게 문을 걸어잠그고 집 안에 있으라고 당부한다. 잭의 악명이 널리 퍼지자 결국 잭은 군대의 총탄을 맞고 어느 공동묘지에 추락한다. 할로윈 마을 주민들은 모두 그가 죽었다고 생각해 슬픔에 빠지지만, 잭은 살아남는다. 그는 자기가 불러온 참사를 후회하지만 그럼에도 이 모든 일에서 즐거움을 느꼈으며 할로윈에 대한 열정을 되찾는다. 그러나 그는 자신의 실수를 되돌리려면 서둘러 행동해야 함을 깨닫는다. 마을에 돌아온 잭은 우기부기의 소굴에 숨어들어 산타와 샐리를 구해낸다. 우기부기와 맞닥뜨린 잭은 우기부기가 덮어쓴 자루의 실밥을 당겨 풀어지게 하고, 우기부기는 몸 속에 있던 벌레들이 모두 흘러나와 사라지고 만다. 잭은 산타에게 사과하고, 산타는 잭에게 몹시 화를 내면서도 자기가 아직 크리스마스를 되살릴 수 있다고 확인시켜 준다. 산타는 할로윈 마을에 눈을 내리게 해서 잭이 원래 품었던 꿈을 어느 정도 이루어 주고, 주민들이 크리스마스의 참된 의미를 깨닫도록 해 준다. 잭과 샐리는 서로에 대한 사랑을 고백한다.

## 출연

### 주연
- 대니 엘프만
- 크리스 서랜던
- 캐서린 오하라
- 윌리엄 히키

### 조연
- 글렌 샤딕스
- 폴 루벤스
- 켄 페이지
- 에드 아이버리
- 수잔 맥브라이드

## 기타
- 원조: 팀 버튼
- 프로듀서: 필립 로파로
- 공동제작: 캐슬린 게빈
- 협력프로듀서: 대니 엘프만
- 미술: 딘 테일러
- 특수효과: 릭 하인리츠
- 특수효과: 에릭 레이턴

## 같이 보기
- 크리스마스 영화 목록